# Claudia Klüppelberg

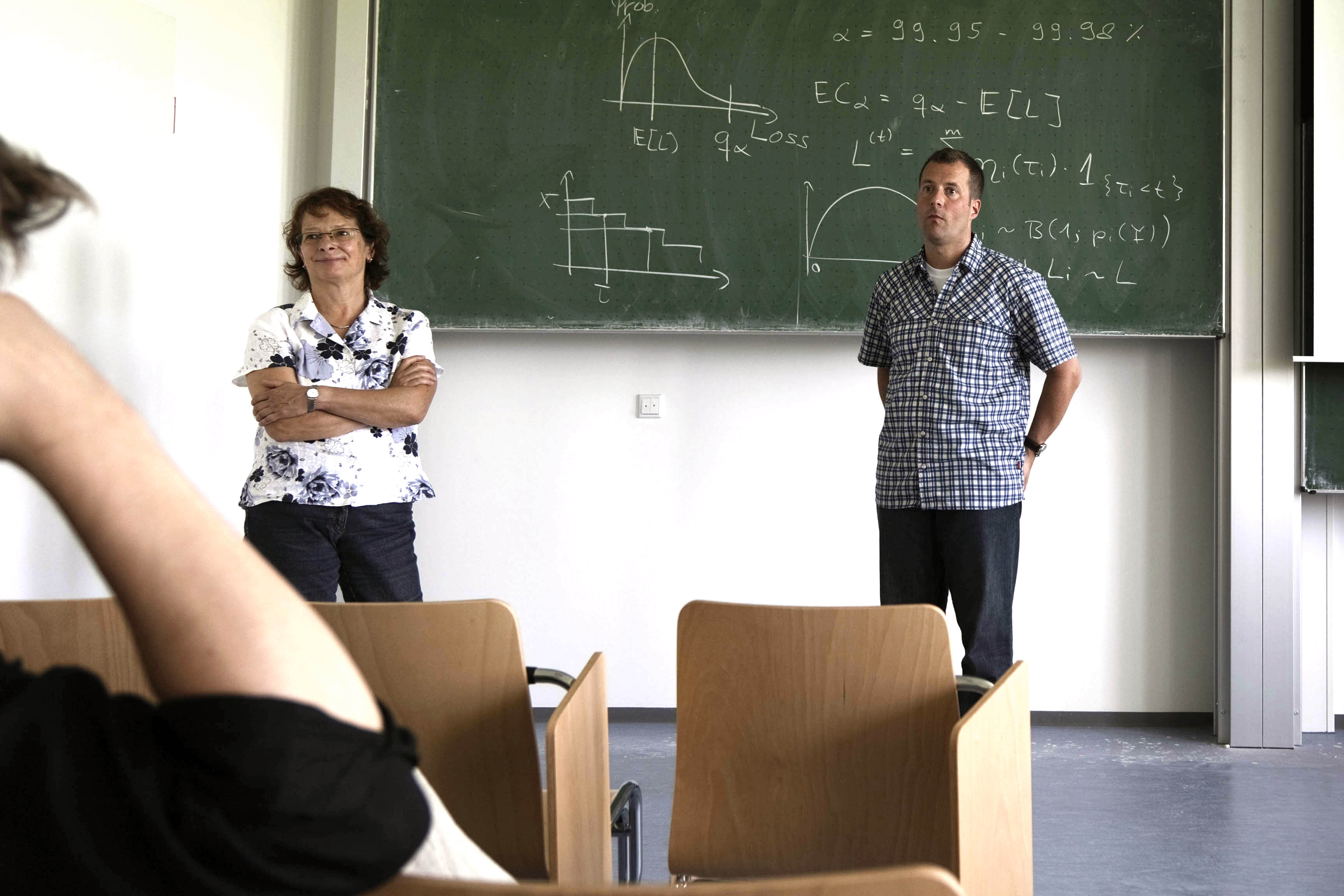
Claudia Klüppelberg (links) mit dem Finanzmathematiker Christian Bluhm bei einem Seminar im Juni 2010

Claudia Klüppelberg (* 23. Mai 1953 in Kirchheimbolanden) ist eine deutsche Mathematikerin. Sie leitete bis zu ihrer Emeritierung im Jahr 2019 den Lehrstuhl für mathematische Statistik an der Technischen Universität München und hat sich insbesondere als wissenschaftlich argumentierende Kritikerin von Risikogeschäften im Aktienhandel über ihr Fachgebiet hinaus einen Namen gemacht. Lange vor der 2007 einsetzenden Weltfinanzkrise warnte Claudia Klüppelberg davor, veralteten finanzmathematischen Verfahren in der Bankenwelt zu großes Vertrauen zu schenken. Sie kritisierte insbesondere das ungebrochene Vertrauen der Führungsetagen von Banken in zu stark vereinfachende mathematische Modelle zur Modellierung von Kursentwicklungen, wie z. B. das Black-Scholes-Modell und das Gaußsche Copula-Modell, sowie Risikokapitalvorgaben in den internationalen Basel-/Solvency-Richtlinien auf Grundlage einzelner Risikomaße.

## Leben
Claudia Klüppelberg wuchs in Kirchheimbolanden auf, legte auf dem zweiten Bildungsweg in Mannheim das Abitur ab und begann anschließend dort das Studium der Mathematik mit Nebenfach Betriebswirtschaftslehre. Sie promovierte 1987 in Mannheim zum Thema „Subexponentielle Verteilungen und Charakterisierungen verwandter Klassen“ und wechselte 1990 an die ETH Zürich.
Ihre Habilitation 1993 in Zürich trug den für ihre weitere Laufbahn Weichen stellenden Titel: „From Gaussian Tails to Heavy Tails: Asymptotic Methods in Applied Probability“. Es ging dabei um ein Kernproblem bis heute weit verbreiteter stochastischer Modelle; denen, so Klüppelberg, liege die Gauß-Verteilung zugrunde, die meisten Finanzmathematiker in der Industrie interessierten sich nicht weiter für die Randverläufe weit links und rechts von der Glocke, die sogenannten Tails (Flanken). Für die Risikoabschätzung sei aber gerade die sehr rechenintensive Betrachtung der Flanken notwendig. Hätten die Entscheider in den Banken bei ihren Risikogeschäften die statistischen Verläufe innerhalb der Flanken berechnet und ernst genommen, wären sie nicht in die Bankenkrise geschlittert.
Im Jahr 1995 wechselte Claudia Klüppelberg zur Universität Mainz und 1997 zur TU München, wo sie die Leitung des Lehrstuhls für mathematische Statistik übernahm. Im selben Jahr veröffentlichte sie mit Paul Embrechts und Thomas Mikosch ihr Buch Modelling Extremal Events for Insurance and Finance, welches als Standardwerk über Extremwerttheorie gilt. In einer 2004 veröffentlichten gemeinsamen Arbeit mit Ross Maller und Alexander Lindner führte sie eine Verallgemeinerung bzw. Adaptierung des GARCH-Zeitreihenmodells in kontinuierlicher Zeit ein, welche als COGARCH-Prozess bekannt sind. Von 2008 bis 2011 war sie „Carl von Linde Senior Fellow“ am Institute for Advanced Study der TU München, wo sie die Gruppe „Risiko-Analysis und stochastische Modellierung“ leitete und unter anderem Forschungen zur Energietechnik anstieß, wie zum Beispiel die intelligente Abschaltung von Windturbinen bei Windböen oder die Abschätzung von Strompreisentwicklungen mit stochastischen Methoden. In ihrer Lehrtätigkeit befasste sie sich neben der Vermittlung mathematischer Grundlagen um Zeitreihenanalyse, ökonometrische Finanzmodelle, Versicherungs- und Finanzmathematik, Risikomanagement und Extremwerttheorie. Sie hat zahlreiche Konferenzen organisiert, sowie im November 2010 den Workshop „Risiken, Krisen, Katastrophen: Wie lassen sich Extremereignisse beherrschen?“ im Deutschen Museum, München. Sie war und ist in zahlreichen Fachjournalen und Fachbuchreihen als Herausgeberin tätig. Von 2019 bis 2021 war sie Präsidentin der Bernoulli Society.
Claudia Klüppelberg lebt in München.
2001 wurde ihr vom Bayerischen Staatsministerium für Wissenschaft, Forschung und Kunst der Orden Pro meritis scientiae et litterarum verliehen. Ebenfalls 2001 erhielt sie das Bundesverdienstkreuz am Bande.

## Werke
- mit P. Embrechts, T. Mikosch: Modelling Extremal Events for Insurance and Finance. Springer, Berlin 1997, 2001, 2003, 2008.
- mit O. E. Barndorff-Nielsen, D. Cox (Hrsg.): Complex Stochastic Systems. Chapman and Hall/CRC, Boca Raton 2001.
- mit O. E. Barndorff-Nielsen, J. Bertoin, J. Jacod (Hrsg.): Lévy Matters I. A Subseries on Lévy Processes. Springer LNM 2010.
- Developments in Insurance Mathematics. In: Björn Engquist, Wilfried Schmid: Mathematics Unlimited – 2001 and Beyond. Springer Verlag 2001.